# Emmanuel de Grouchy
Emmanuel de Grouchy, Marquês de Grouchy (Paris, 23 de outubro de 1766 - Saint-Étienne, 29 de maio de 1847) foi um militar francês, general-de-divisão. Participou nas Guerras revolucionárias francesas e nas Guerras Napoleónicas. Recebeu o título de Marechal do Império em 1815.

## Biografia
Grouchy nasceu em Condécourt (Val d'Oise), Château de Villette, filho de François-Jacques de Grouchy, 1º Marquês de Grouchy (nascido em 1715) e da esposa intelectual Gilberte Fréteau de Pény (falecida em 1793). Ele entrou no francês de artilharia em 1779: em 1782, ele foi transferido para a cavalaria, e, posteriormente, em 1786, ao Gardes du Corps. Apesar de seu nascimento aristocrático e de suas conexões com a corte (já que seu pai, tendo servido como pajem, ele era um partidário convicto dos princípios da Revolução, e por isso teve que deixar a Guarda.
Mais ou menos na época da eclosão da guerra em 1792, Grouchy tornou-se coronel do Régiment de Condé-Dragons e, logo depois, como maréchal de camp, foi enviado para servir na fronteira sudeste. Em 1793 distinguiu-se em La Vendée e foi promovido a Général de division. Grouchy foi logo depois privado de seu posto por ser de nobre nascimento, mas em 1795 ele foi novamente colocado na lista ativa. Ele serviu na equipe do Exército da Irlanda (1796-1797) e teve uma participação notável na expedição irlandesa. Em 1798 ele administrou o governo civil e militar do Piemonte na época da abdicação do rei da Sardenha, e em 1799 ele se destacou muito como comandante divisionário na campanha contra os austríacos e russos. Ao cobrir a retirada dos franceses após a derrota de Novi, Grouchy recebeu catorze ferimentos e foi feito prisioneiro.

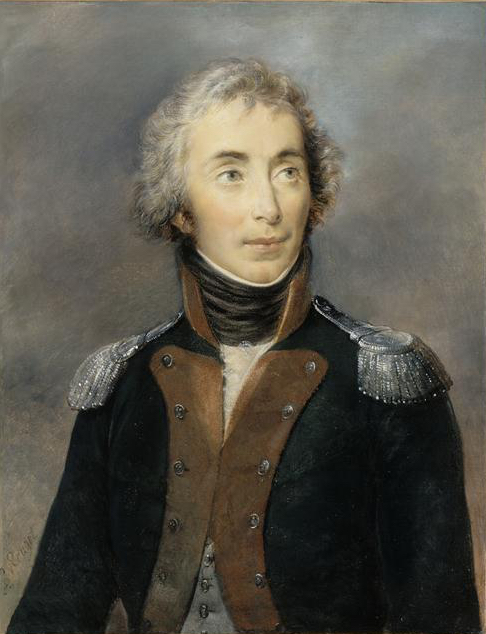
Grouchy como coronel do 2º regimento de Dragões em 1792

Quando foi solto, Grouchy voltou para a França. Apesar de ter protestado contra o golpe de Estado de 18 de Brumário, foi imediatamente readmitido pelo Primeiro Cônsul e distinguiu-se novamente em Hohenlinden. Não demorou muito para que ele aceitasse o novo regime na França, e de 1801 em diante ele foi empregado por Napoleão em posições militares e políticas de importância. Ele serviu na Áustria em 1805, na Prússia em 1806, Polônia em 1807, onde se destacou em Eylau e Friedland, Espanha em 1808, e comandou a cavalaria do Exército da Itália em 1809 noAvanço do vice-rei Eugène para Viena.
Em 1812 foi nomeado comandante do III Corpo de Cavalaria. Ele liderou o corpo em Smolensk e Borodino e durante a retirada de Moscou Napoleão o nomeou para comandar o esquadrão de escolta, que era composto inteiramente de oficiais escolhidos. Seu serviço quase contínuo com a cavalaria levou Napoleão a declinar em 1813 para colocar Grouchy à frente de um corpo de exército, e Grouchy então retirou-se para a França.
Em 1814, entretanto, ele se apressou em participar da campanha defensiva na França e foi gravemente ferido em Craonne. Na Restauração, ele foi privado do posto de coronel-general dos Chasseurs à Cheval e aposentou-se.
Em 1815, ele se juntou a Napoleão em seu retorno de Elba, e foi feito marechal (contra a recomendação do marechal Davout, então ministro da Guerra) e par da França. Na Campanha de Waterloo, ele comandou a cavalaria de reserva do exército e, após a Batalha de Ligny, foi nomeado para comandar a ala direita para perseguir os prussianos.
Napoleão enviou Grouchy para perseguir uma parte do exército prussiano em retirada sob o comando do general Johann von Thielmann. Em 17 de junho, Grouchy não conseguiu cercar os prussianos. Apesar de ouvir o som de canhão da Batalha de Waterloo, ele decidiu seguir os prussianos ao longo da rota literalmente especificada em suas ordens, emitidas por Napoleão via Marechal Soult, enquanto os exércitos prussiano e britânico-holandês se uniam para esmagar Napoleão. Ele obteve uma vitória inteligente sobre o III Corpo de exército prussiano na Batalha de Wavre, em 18-19 de junho de 1815, mas já era tarde demais, pois quando a batalha terminou Napoleão já havia perdido em Waterloo.
Na medida em que a resistência foi possível após o grande desastre, Grouchy conseguiu. Ele reuniu os destroços do exército de Napoleão e retirou-se, rápida e ininterruptamente, para Paris, onde, após interpor suas forças reorganizadas entre o inimigo e a capital, renunciou ao comando nas mãos do marechal Davout.
O resto de sua vida foi gasto em se defender. Uma tentativa de condená-lo à morte por uma corte marcial falhou, mas ele foi exilado e viveu nos Estados Unidos da América até a anistia em 1821 (ano da morte de Napoleão em Santa Helena). Em seu retorno à França, ele foi reintegrado como general, mas não como marechal nem como par da França. Por muitos anos depois disso, ele foi igualmente um objeto de aversão ao partido da corte, como um membro de sua própria casta que havia seguido a Revolução e Napoleão, e aos seus camaradas do Grande Armée como o suposto traidor de Napoleão. Em 1830, Luís Filipe I de França devolveu-lhe o bastão do marechal e o devolveu à Câmara dos Pares. Depois de viajar pela Itália durante o inverno, ele morreu em Saint-Étienne enquanto voltava para casa, em 29 de maio de 1847. Ele foi enterrado no cemitério Père Lachaise.

## Trabalhos
Grouchy publicou o seguinte:
- Observations sur la relation de la campagne de 1815 par le général de Gourgaud (Filadélfia e Paris, 1818)
- Refutation de quelques articles des mémoires de M. le Duc de Rovigo (Paris,1829)
- Fragments Historiques Relatifs a la Campagne de 1815 et a la Bataille de Waterloo (Paris, 1829–1830) —  em resposta a François-Mari, marquês de Barthélemy e Joseph Méry, e ao Marechal Gérard
- Reclamation du marchal de Grouchy (Paris, 1834)
- Plainte contre le general Baron Berthezène — Pierre Berthezène, anteriormente um comandante divisionário sob Gérard, declarou em resposta a esta defesa que não tinha intenção de acusar Grouchy de má-fé.